# 1963-as Formula–1 olasz nagydíj
Az 1963-as Formula–1-es világbajnokság tizedik futama az olasz nagydíj volt.

## Futam
Úgy tervezték, hogy az olasz nagydíjon az ovál pályát is belekombinálják a monzai versenybe, de pénteken délután úgy döntöttek, hogy biztonsági okokból tanácsosabb lenne mégiscsak a rövidebb pályán megrendezni a futamot. A verseny előtt néhány változás történt a pilóták körében. A Ferrari Lorenzo Bandinivel helyettesítette a Nürburgringen megsérült Willy Mairesse-t, aki helyére Tino Brambillát ültették a Scuderia Centro 
Sudnál. A Lotus színeiben versenyző Trevor Taylor látványos balesetet szenvedett a világbajnokság keretein kívül megrendezett ennai Földközi-tengeri Nagydíjon, és mivel a csapat tartalékpilótája, Peter Arundell egy másik versenyen indult, így az alakulat Mike Spence-t tette meg Clark csapattársául.
Az időmérőn Chris Amon látványos balesetet szenvedett, aminek következtében súlyos sérüléseket szenvedett. John Surtees szerezte meg a pole pozíciót új Ferrarijával, mellőle Graham Hill indulhatott az első sorból. Clark és Richie Ginther a harmadik, illetve a negyedik rajtkockából kezdhette meg a futamot. Clark és Hill egymás mellett haladva kezdték meg a futamot. Az első kör végére Hill a skót elé került, de Surtees és a harmadik helyre visszaeső Clark folyamatosan támadta. A 4. körben Surtees vette át a vezetést, Clark pedig feljött a második pozícióba. Mindketten előnyt szereztek Hill-lel szemben, de Surtees versenye a 17. körben a motor meghibásodása miatt véget ért. Clark kissé visszaesett, s Hill és Dan Gurney mellett izgalmas csatát folytatott az élen. Hillnek azonban gondja akadt a kuplunggal, ezért kénytelen volt kiszállni a vezető helyért zajló küzdelemből. Amikor az amerikai az üzemanyagrendszer meghibásodása miatt a 65. körben kiállt, Clark visszavehetett a tempóból, ami azt eredményezte, hogy Ginther visszavehette tőle a körét, és több mint másfél perc hátrányban másodikként haladt át a célvonalon. A dobogó legalsó fokára a Cooperes Bruce McLaren állhatott fel, miután Jack Brabhamnek, Jo Bonniernek és Innes Irelandnak is gondjai akadtak az autójukkal az utolsó körökben. Annak ellenére, hogy nem fejezte be a versenyt, Irelandot a negyedik, Brabhamet az ötödik, Tony Maggst pedig a hatodik helyen klasszifikálták.
|         | Rsz. | Versenyző               | Csapat            | Körök | Idő/Kiesések             | Start | Pontok |
| ------- | ---- | ----------------------- | ----------------- | ----- | ------------------------ | ----- | ------ |
| 1       | 8    | Jim Clark               | Lotus-Climax      | 86    | 2:24:19.6                | 3     | 9      |
| 2       | 10   | Richie Ginther          | BRM               | 86    | + 1:35.0                 | 4     | 6      |
| 3       | 18   | Bruce McLaren           | Cooper-Climax     | 85    | + 1 Kör                  | 8     | 4      |
| 4       | 32   | Innes Ireland           | BRP-BRM           | 84    | Motorhiba                | 10    | 3      |
| 5       | 22   | Jack Brabham            | Brabham-Climax    | 84    | + 2 Kör                  | 7     | 2      |
| 6       | 20   | Tony Maggs              | Cooper-Climax     | 84    | + 2 Kör                  | 13    | 1      |
| 7       | 58   | Jo Bonnier              | Cooper-Climax     | 84    | + 2 Kör                  | 11    |        |
| 8       | 30   | Jim Hall                | Lotus-BRM         | 84    | + 2 Kör                  | 17    |        |
| 9       | 66   | Maurice Trintignant     | BRM               | 83    | + 3 Kör                  | 20    |        |
| 10      | 40   | Mike Hailwood           | Lola-Climax       | 82    | + 4 Kör                  | 18    |        |
| 11      | 16   | Phil Hill               | ATS               | 79    | + 7 Kör                  | 14    |        |
| 12      | 48   | Bob Anderson            | Lola-Climax       | 79    | + 7 Kör                  | 19    |        |
| 13      | 6    | Mike Spence             | Lotus-Climax      | 73    | Olajnyomás               | 9     |        |
| 14      | 24   | Dan Gurney              | Brabham-Climax    | 64    | Üzemanyagrendszer        | 5     |        |
| 15      | 14   | Giancarlo Baghetti      | ATS               | 63    | + 23 Kör                 | 25    |        |
| 16      | 12   | Graham Hill             | BRM               | 59    | Kuplung                  | 2     |        |
| Kiesett | 54   | Jo Siffert              | Lotus-BRM         | 40    | Olajnyomás               | 16    |        |
| Kiesett | 2    | Lorenzo Bandini         | Ferrari           | 37    | Váltó                    | 6     |        |
| Kiesett | 42   | Masten Gregory          | Lotus-BRM         | 26    | Motorhiba                | 12    |        |
| Kiesett | 4    | John Surtees            | Ferrari           | 16    | Motorhiba                | 1     |        |
| NI      | 38   | Chris Amon              | Lola-Climax       |       | Baleset gyakorlás közben |       |        |
| NK      | 64   | Mário de Araújo Cabral  | Cooper-Climax     |       |                          |       |        |
| NK      | 50   | Ian Raby                | Gilby-BRM         |       |                          |       |        |
| NK      | 34   | Tony Settember          | Scirocco-BRM      |       |                          |       |        |
| NK      | 28   | Carel Godin de Beaufort | Porsche           |       |                          |       |        |
| NK      | 62   | Ernesto Brambilla       | Cooper-Maserati   |       |                          |       |        |
| NK      | 46   | André Pilette           | Lotus-Climax      |       |                          |       |        |
| NK      | 44   | Roberto Lippi           | de Tomaso-Ferrari |       |                          |       |        |
| Vi      | 26   | Gerhard Mitter          | Porsche           |       |                          |       |        |
| Vi      | 36   | Ian Burgess             | Scirocco-BRM      |       |                          |       |        |
| Vi      | 52   | Günther Seiffert        | Lotus-BRM         |       |                          |       |        |
| Vi      | 56   | Carlo Abate             | Porsche           |       |                          |       |        |
| Vi      | 60   | Gaetano Starrabba       | Lotus-Maserati    |       |                          |       |        |

## Statisztikák
Vezető helyen:
- Graham Hill: 13 (1-3 / 24-26 / 29-30 / 32 / 34-35 / 39 / 41)
- John Surtees: 13 (4-16)
- Jim Clark: 48 (17-22 / 28 / 36 / 40 / 42-43 / 45 / 47-51 / 56-86)
- Dan Gurney: 12 (23 / 27 / 31 / 33 / 37-38 / 44 / 46 / 52-55)

Jim Clark 8. győzelme, 10. leggyorsabb köre, John Surtees 3. pole-pozíciója.
- Lotus 13. győzelme.